# 阿雷素體育會
阿雷素體育會（義大利語：Unione Sportiva Arezzo），一般稱為阿雷素，意大利職業足球會，成立於1923年，位於阿雷索，現時於意大利足球丁级联赛作賽。球會曾先後於1993年及2010年財困而重組。

## 外部連結
- Official Website Lega Pro
- Datasport: results, rankings and news about the Lega Pro